# Cryptops jeanneli
Cryptops jeanneli är en mångfotingart som beskrevs av Matic 1960. Cryptops jeanneli ingår i släktet Cryptops och familjen Cryptopidae.
Artens utbredningsområde är Frankrike. Inga underarter finns listade i Catalogue of Life.